# Frauenwahlrecht in Nordafrika und im Nahen Osten
Das Frauenwahlrecht in Nordafrika und im Nahen Osten steht im Zusammenhang mit der Geschichte des Kolonialismus.
Zu Beginn des 20. Jahrhunderts waren fast der ganze Nahe Osten, Nordafrika und die asiatischen Länder mit überwiegend islamischer Bevölkerung unter Kolonialherrschaft. Der Einsatz von Frauen für die Unabhängigkeit hatte jedoch nur in wenigen dieser Staaten, etwa Algerien, einen positiven Einfluss auf die Frauenemanzipation.
Die Kolonialherren hatten vor ihrem Abzug die Weichen für die Einführung des Frauenwahlrechts gestellt: In gewissem Umfang zeigte dies in den ehemaligen französischen Kolonien Tunesien und Mauretanien und im französisch-spanischen Marokko eine entsprechende Wirkung. Im Sudan garantierten die Briten 1953 beim Übergang zur Selbstverwaltung den wenigen Frauen, die einen Sekundarschulabschluss hatten, das Wahlrecht. Doch anders als in den afrikanischen Gebieten südlich der Sahara kollidierten die Bestrebungen der abziehenden Kolonialmächte mit dem Verhältnis der Geschlechter in überwiegend islamischen Ländern.
Mit Ausnahme der Türkei, wo Frauen schon 1934 wählen konnten, vollzog sich die Einführung des Frauenwahlrechts in Ländern mit islamischer Mehrheit innerhalb von weniger als zwanzig Jahren. Auf Syrien folgten der Libanon, Ägypten, Pakistan, der Irak, Marokko und Tunesien in den 1950er Jahren und Mauretanien, Algerien, der Iran, Libyen, der Sudan in den frühen 1960ern.
Dann aber kam die Bewegung zu einem Ende: Die arabischen Staaten und die Golfstaaten standen der Beteiligung von Frauen am politischen Leben bis ins 21. Jahrhundert ablehnend gegenüber. Hier musste das Frauenwahlrecht entweder durch politischen Kampf errungen oder von den abziehenden Kolonialmächten garantiert werden oder aber es kam zum Stillstand, weil das Frauenwahlrecht als unislamisch generell abgelehnt wurde.

## Untersuchung möglicher Einflussfaktoren auf die politische Repräsentation von Frauen

### Religion
In den ehemaligen Kolonien mit zahlreicher islamischer Bevölkerung, etwa Pakistan, gab es eine Tendenz, die Frauenemanzipation mit dem Westen und damit den Kolonialherren in Verbindung zu bringen. Hieraus erwuchs in der Phase der Entkolonialisierung die Bestrebung, die Frauenemanzipation abzulehnen, um ihre nationale Identität zur Geltung bringen zu können. In Algerien wurden beispielsweise nach 1962 Frauen, die sich für ein Wahlrecht der Frauen für die Verschleierung aussprachen, als ausländische Agentinnen bestraft; ebenso erging es Frauen im Iran nach 1978.
Islamische Feministen führen an, dass in ihren Gesellschaften ein männlicher Blick vorherrscht, der die weibliche Sexualität als gefährlich und überwachungsbedürfig ansieht. Auch sei der Islam von männlichen Rechtsgelehrten verfälscht worden, die frauenfeindliche Tendenzen in den Islam einbrachten, die sich beim Propheten Mohammed nicht fanden. Die Verwestlichung von Frauen solle nach Meinung konservativer Männer ebenso unterbunden werden wie andere westliche Einflüsse. Intellektuelle sahen dagegen eine Veränderung der Frauenrolle als wesentlich für den Weg in die Moderne an, der über technischen Fortschritt und die westlich geprägte monogame Familie führte.
Die Absage an politische Rechte für Frauen ist dem Islam nicht immanent, sondern eine soziale Konstruktion, um bestehende Machtverhältnisse aufrechtzuerhalten. Christen in Europa und den USA benutzten im 19. Jahrhundert dieselben Argumente.

### Westliche Orientierung
In der Zeit nach dem Kalten Krieg, vor allem nach den Anschlägen vom 11. September 2001 war die Welt zwischen islamischen Extremisten und der liberalen kapitalistischen Welt geteilt. Einer der Hauptunterschiede war die Behandlung von Frauen. Länder, in denen Fundamentalisten Aufschwung hatten, waren oft durch einen fortgesetzten oder neu hinzugekommenen Verschleierungszwang für Frauen gekennzeichnet. Doch diese Trennlinie verlief nicht gerade: Iran und Irak, Gegner des Westens, hatten funktionierende politische Systeme, die Frauen beteiligten. Dagegen versagten Staaten, die dem Westen positiv gegenüberstanden wie Kuwait, Saud-Arabien oder die Golfstaaten Frauen ihren Platz in der Gesellschaft. Bis 2000 hatte von den Golfstaaten nur der Jemen das Frauenwahlrecht auf nationaler Ebene eingeführt. Bahrain, Kuwait, Oman, Katar, Saudi-Arabien und die Vereinigten Arabischen Emirate dagegen, die alle freundschaftliche Beziehungen zum Westen hegten, verweigerten die Frauen ihre Rechte. Innerhalb von fünf Jahren nach Beginn des Kriegs gegen den Terror hatten alle diese Staaten demokratische Maßnahmen ergriffen und alle außer Saudi-Arabien hatten das Frauenwahlrecht auf nationaler Ebene eingeführt, all dies trotz der konservativen oppositionellen Kräfte.
In modernen Staaten wie der Türkei, Ägypten und dem Iran sollten Frauen sich an die Frauen im Westen anpassen, um dem Staat internationale Anerkennung zu verschaffen. Das Frauenwahlrecht wurde aus symbolischen Gründen gewährt, nicht, um Frauen persönliche Freiheit zu geben; sie sollten das Recht haben, den Staat zu unterstützen.

### Krieg gegen den Terror
Anfang des 21. Jahrhunderts verlieh eine zweite Gruppe von Staaten mit islamischer Bevölkerungsmehrheit Frauen aufgrund von sozialen Veränderungen im Zusammenhang mit dem Krieg gegen den Terror das Wahlrecht.

## Einzelne Staaten

### Algerien
1944 erhielten Christinnen und Jüdinnen mit französischer Staatsbürgerschaft (Européennes), die im zu Frankreich gehörenden Algerien lebten, das Wahlrecht; Muslimas waren ausgeschlossen.
Frankreich wollte Algerien nicht in die Unabhängigkeit entlassen, was zum Bürgerkrieg führte. Das Statut von 1947 schuf eine Versammlung für europäische Siedlerinnen und Siedler und verdienstvolle männliche Moslems und eine davon getrennte Versammlung für männliche Moslems. Angeblich sollten die Mitglieder 1948 gewählt werden, aber die Wahlen wurden von den Franzosen manipuliert. Ohnehin war vorgesehen, dass wichtige Gesetze von beiden Versammlungen gebilligt hätten werden müssen und die europäische Minderheit die Vorhaben hätte blockieren können. Das Statut von 1947 sah vor, dass Frauen erst später ein Wahlrecht erhalten sollten. Die französische Verwaltung war daran interessiert, die Weltöffentlichkeit glauben zu lassen, dass die Ablehnung des Frauenwahlrechts durch die männlichen Moslems zu dieser Regelung geführt hatte; doch durch die Einführung eines Frauenwahlrechts hätte sich die moslemische Wählerschaft zahlenmäßig verdoppelt und somit die Macht der Franzosen geschwächt.
Daher stellte die Verwaltung 1957 für die Beteiligung von Muslimas an Wahlen Ausschlusskriterien auf. Dazu gehörten Alphabetisierung, Alter, Personenstand oder die Behauptung, der Schleier würde zu Schwierigkeiten bei der Identifizierung in den Wahllokalen führen. Als Charles de Gaulle im Juni 1958 an die Macht kam, bekamen auch Muslimas durch die loi-cadre Defferre das Wahlrecht, doch war damals die Macht der Franzosen in Algerien schon deutlich im Schwinden begriffen. Einige Algerierinnen unterstützten die Franzosen, weil sie in ihnen die Garanten für mehr Gleichheit zwischen den Geschlechtern sahen. Doch viele waren auf der Seite der Rebellen und nutzten ihre Verschleierung zum Transport verbotener Güter während des bewaffneten Kampfes.
Nach der Unabhängigkeit wiesen algerische Nationalisten alles Französische zurück und strebten trotz der Verdienste der Frauen im Unabhängigkeitskampf wieder eine Unterordnung der Frauen an. Zwar erhielten Frauen im politischen Bereich und im Bildungswesen mehr Rechte, so am 5. Juli 1962 auch das Wahlrecht. Damit waren das aktive und passive Frauenwahlrecht für den neuen Staat Algerien am 5. Juli 1962 festgeschrieben worden. Im September 1964 saß erstmals eine gewählte Frau im nationalen Parlament.
Doch die liberalen Gesetzentwürfe von 1966 zum Familien- und Personenstandsrecht wurden nicht umgesetzt. Nach 1962 wurden Frauen, die sich für ein Wahlrecht der Frauen für die Verschleierung aussprachen, als ausländische Agentinnen bestraft.

### Ägypten

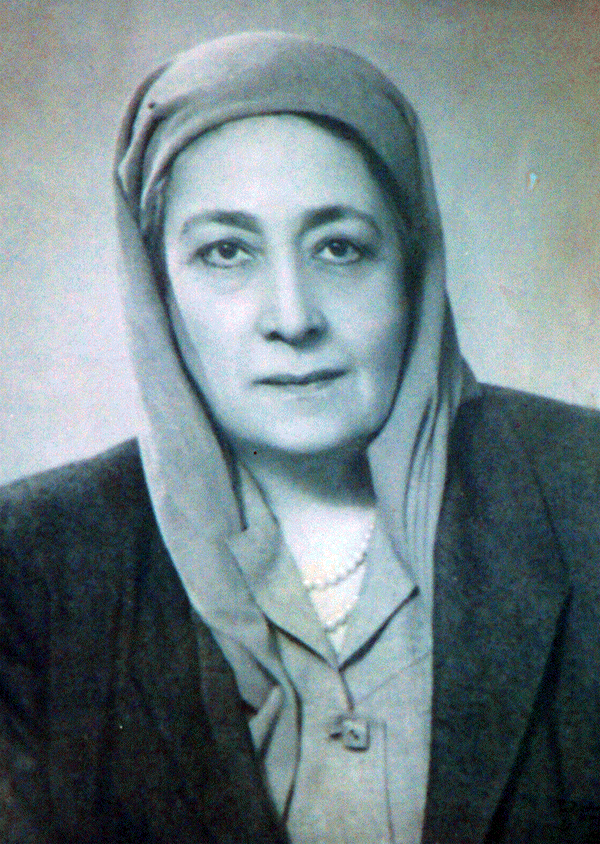
Die ägyptische Frauenrechtlerin Huda Sha`arawi, * 1879 † 1947

1922 hoben die Briten ihr Protektorat mit einer formalen Anerkennung der Unabhängigkeit Ägyptens auf. Die Artikel 74 und 82 der Verfassung vom März 1923 garantierten das allgemeine Wahlrecht. Im Wahlgesetz aus demselben Jahr wurden aber Frauen ausgeschlossen. Die Feministin Hudā Schaʿrāwī gründete daraufhin zusammen mit anderen Frauen aus der Oberschicht die Ägyptische Feministische Union (EFU) und wurde ihre Vorsitzende. Die Union setzte sich für politische Rechte für Frauen, für gleiche Rechte der Geschlechter bei der Bildung in den Sekundarschulen und an den Universitäten, für eine Ausweitung der qualifizierten Arbeitsmöglichkeiten für Frauen und eine Kontrolle der Ehegesetze, die die Vielehe und Scheidung betrafen, ein. Zwischen 1926 und 1934 verfolgte die Union ihr Anliegen in Bezug auf das Frauenwahlrecht nicht weiter, sondern konzentrierte sich auf die Bereiche Bildung und rechtliche Verbesserungen.
1935 erhielten die Ägypterinnen das kommunale Wahlrecht.
Nach der Revolution Gamal Abdel Nassers von 1952 stellte dieser zunächst ein Gremium für die Ausarbeitung einer Verfassung zusammen, in dem keine Frauen saßen. Erst nach einem Hungerstreik einer Gruppe von Frauen um die Frauenrechtlerin Durrīya Schafīq sagte Nasser zu, deren Forderungen nach Frauenrechten zu berücksichtigen.
1956 erhielten Frauen das aktive und passive Wahlrecht. Für Männer bestand Wahlpflicht, für Frauen nicht. Männer, denen das Wahlrecht zustand, waren automatisch registriert, Frauen mussten einen besonderen Antrag stellen, um ihre politischen Rechte ausüben zu können, und selbst 1972 waren erst 12 Prozent der Frauen registriert. Erst 1979 wurde dieser Nachteil für die Frauen abgeschafft. 1979 reservierte das Parlament 30 der 392 Sitze für Frauen.
1957 gab es erstmals weibliche Abgeordnete, zwei von insgesamt 360.
Anders als in europäischen Staaten wurden seit Nasser Aktivitäten von Frauen in der Sphäre außerhalb des Hauses vom Staat unterstützt, während Frauenrechte innerhalb der Familie wie das Recht auf Abtreibung und Themen wie häusliche Gewalt oder Geburtenkontrolle weiterhin tabuisiert wurden.

### Bahrain
1951 erhielten Frauen ein lokales Wahlrecht für die Wahl von Stadträten. 1971 wurde das Land unabhängig. Gemäß der Verfassung vom 6. Dezember 1973 waren alle Bürger vor dem Gesetz gleich; doch das Wahlgesetz, das später verabschiedet wurde, erkannte das Frauenwahlrecht nicht an. Daher konnten Frauen ihre Wahlrechte in den Wahlen zu gesetzgebenden Gremien im Dezember 1973 nicht ausüben.
2001 stimmten bei dem Referendum über die neue Verfassung auch Frauen ab. Diese bestätigte die Rechte der Frauen und trat 2002 in Kraft. Am 23. Oktober 2002 gingen Frauen in Bahrain erstmals zur Parlamentswahl.
Passives Frauenwahlrecht: Gemäß der Verfassung vom 6. Dezember 1973 waren alle Bürger vor dem Gesetz gleich; doch das Wahlgesetz, das später verabschiedet wurde, erkannte das Frauenwahlrecht nicht an. Daher konnten Frauen bei den Wahlen zu gesetzgebenden Gremien im Dezember 1973 nicht gewählt werden. 1999 erhielten Frauen auf lokaler Ebene das passive Wahlrecht. 2002 trat nach einem Referendum eine neue Verfassung in Kraft, gemäß der Frauen gewählt werden können. Obwohl Frauen in der Wählerschaft in der Mehrzahl waren, wurde keine Kandidatin gewählt und eine Umfrage vor der Wahl ergab, dass 60 Prozent der Frauen gegen das Frauenwahlrecht waren. 2006 wurde erstmals eine Frau ins Unterhaus gewählt.

### Irak
Seit den 1920er Jahren hatten irakische Frauen sich für Debatten zu ihrer Rolle in der Gesellschaft engagiert. Als das Land 1958 unabhängig wurde und eine Gruppe von Militärführern eine Republik ausgerufen hatten und eine Modernisierung anstrebten, erhielten Frauen das aktive und passive Wahlrecht über eine Verfassungsänderung vom 26. März 1958, die vom Parlament des Königreichs Irak verabschiedet wurde. Das Frauenwahlrecht war Teil eines Programms von Reformen im sozialen Bereich und im Agrarsektor, durch die das Land Anschluss an den Westen finden sollte; ähnlich, wie es auch in der Türkei, Ägypten und im Iran der Fall war, doch ohne die ausreichende ideelle Grundlage und die starke Führung, die es für die Umgestaltung nötig gewesen wären. Das Regime, das damals an der Macht war, wurde jedoch im Sommer 1958 gestürzt, bevor Wahlen mit weiblicher Beteiligung hatten stattfinden können. Erst als die Baath-Partei 1968 an die Macht kam, nahmen Frauen aktiv am politischen Leben teil, Mädchen gingen zur Schule, Frauen arbeiteten außer Haus, trugen westliche Kleidung und gingen zur Wahl.
1979 kam Saddam Hussein an die Macht. Ein Frauenwahlrecht, das zu einer tatsächlichen Stimmabgabe führte, wurde erst im Februar 1980 eingeführt. Im Juni 1980 wurden 16 Frauen ins nationale Parlament gewählt.
2004 wurde die Macht auf eine vorübergehende Regierung übertragen und am 30. Januar 2005 wurden Wahlen abgehalten, bei denen mehrere Parteien zur Wahl standen. Jeder dritte Namensvorschlag auf den Listen für die Wahl der Übergangsversammlung mit 275 Sitzen musste eine Frau benennen; so wollte man einen Frauenanteil von mindestens 25 Prozent erreichen, tatsächlich wurden 31 Prozent erreicht. Fast die Hälfte der gewählten Frauen gehörten jedoch der Irakischen Nordallianz an und mussten die konservative Linie dieses Parteienzusammenschlusses vertreten. Die neue Verfassung betonte zwar die Gleichheit von Frauen und Männern vor dem Gesetz, legte aber auch fest, dass kein Gesetz gegen die bestehenden Regeln des Islam Geltung erlangen könne. Dadurch wurden faktisch Gesetze von der Billigung durch die religiösen Kräfte abhängig. Radikale Sunniten und Schiiten beschränkten die Freiheit der Frauen, indem sie eine Trennung der Geschlechter im öffentlichen Raum durchsetzten, Singen und Tanzen dort verboten, Friseurläden bombardierten und Frauen zur Vollverschleierung zwangen. 42 Frauen wurden zwischen Juli und September 2007 von militanten Gruppen ermordet, die Jagd auf Frauen machten, die sich schminkten oder sich nicht verschleierten.

### Iran
Der heutige Iran war zwar Anfang des 20. Jahrhunderts keine Kolonie, wurde aber zwischen Großbritannien und Russland in sogenannte Einflusssphären aufgeteilt. Mitglieder der Bahai und Freimaurer diskutierten über eine Verbesserung der Stellung der Frau, aber die muslimische Mehrheit verhinderte eine solche.
Während der 1905 beginnenden Konstitutionellen Revolution beteiligten sich auch Frauen an den Protesten. Ein Bildungsprogramm führte zur Eröffnung von Mädchenschulen, doch die islamischen Autoritäten erklärten nach wie vor, die Bildung von Frauen stehe im Widerspruch zum Islam. Das politische Engagement der Frauen führte nicht zur Erteilung des Wahlrechts; in der neuen Verfassung waren Frauen zusammen mit Minderjährigen, Bettlern, Mördern, Dieben, Konkursbetrügern und anderen Verbrechern nach islamischem Gesetz weiterhin von der Wahl ausgeschlossen. Zwar hatte der Shah in Bezug auf die Verfassung Zugeständnisse machen müssen, doch er gab sich nicht geschlagen und griff das Parlament an, was zu einem Aufstand führte. Auch hier beteiligten sich Frauen an Demonstrationen, vor allem nach dem Einmarsch Russlands im Norden des Landes, als es auch um die Abwehr eines Aggressors von außen ging.
Diese nationale Krise führte dazu, dass Frauenrechte zu einem Thema wurden. Im August 1911 schlug ein Abgeordneter vor, das Frauenwahlrecht für die nächste Wahl einzuführen, konnte sich jedoch nicht durchsetzen. 1912 wurde das Parlament geschlossen, und 1921 kam Reza Schah Pahlavi durch einen Militärstreich an die Macht. Sein autoritäres, aber dem Westen freundlich gesinntes Regime zerschlug zwar Frauenorganisationen, schaffte aber auch 1936 den Schleier ab und setzte dafür auch Polizeigewalt ein. Er drängte die Macht der religiösen Kräfte zurück. Unter seinem Sohn Mohammad Reza Pahlavi wurde im Rahmen des Reformprogramms der Weißen Revolution von 1963 unter anderem eine Verbesserung der Stellung der Frau propagiert. Allerdings waren Frauen von der Teilnahme am Referendum über die Reformen ausgeschlossen. Frauen eröffneten eigene Abstimmungslokale und erreichten ein so starkes öffentliches Interesse, dass das Regime die Situation akzeptierte und auch ihre Stimmen zählte. Im September 1963 erhielten Frauen das aktive und passive Wahlrecht. Sechs Frauen wurden im September 1963 ins Parlament gewählt.
Zwar brandmarkte das Regime die Ablehnung des Frauenwahlrechts durch die islamischen religiöse Bewegung als rückschrittlich, doch der Oppositionsführer Ajatollah Ruhollah Chomeini verkündete weiterhin, das Frauenwahlrecht verderbe die Moral und sei Teil eines Komplotts der Vereinigten Staaten. Bei der Absetzung des Shahs spielten die Frauen allerdings eine so bedeutende Rolle, dass das schiitische Regime, das 1979 an die Macht kam, es nicht wagte, den Frauen das Wahlrecht wieder zu entziehen. Vielmehr benutzte es die Rechtslage, um sich auch über die Stimmen der Frauen zu legitimieren. Die Verschleierung wurde gewaltsam wieder eingeführt.
Bei der Parlamentswahl am 26. Februar 2016 gab es mit über 580 weiblichen Kandidaten doppelt so viele Kandidatinnen wie bei der vorangehenden Wahl vier Jahre zuvor. Nach Medienberichten setzen einzelne Politiker gegenüber ihren Konkurrentinnen zwar frauenverachtende Kommentare ein; diese würden von der Öffentlichkeit zunehmend als inakzeptabel betrachtet.
siehe auch: Frauenrechte in Iran

### Israel
1920 schuf der Jischuw eine Repräsentantenversammlung. Diese verfügte zwar über keine juristische Legitimation, da die Macht bei der britischen Mandatsmacht lag; doch diese war zur Zusammenarbeit mit jüdischen Vertretungen angehalten. Ultraorthodoxe Männer blockierten das Frauenwahlrecht im Jischuw in den Anfängen erfolgreich. Als Kompromisslösung erhielten Frauen im April 1920 für eine beschränkte Zeit das Wahlrecht. Die ultraorthodoxen Männer wurden dadurch entschädigt, dass sie zwei Stimmen erhielten: eine für sich und eine für ihre Frau. Ein dauerhaftes Wahlrecht erhielten Frauen 1925 bei den Wahlen zur zweiten Gesetzgebenden Versammlung. Das Prinzip Eine Stimme pro Person wurde jedoch erst bei der Wahl der vierten Gesetzgebenden Versammlung im August 1944 angewendet. Die für diese Wahl geltenden Regeln bildeten die Grundlage für die Verfassung des Staats Israel, der am 15. Mai 1948 unabhängig wurde. Nach der Unabhängigkeitserklärung sollte innerhalb von fünf Monaten eine Konstituierende Versammlung eine Verfassung aufstellen, was jedoch wegen des Kriegs nicht möglich war. Im Januar 1949 fanden Knessetwahlen nach dem System statt, das für die Repräsentantenversammlung (siehe oben) gegolten hatte. Am 16. Februar 1949 wurden dann zunächst einige Basisgesetze von der Konstituierenden Versammlung beschlossen. Die Vorschrift, dass das Geschlecht keine Rolle spielen darf, war Teil dieser Basisgesetze.
Erste Wahl einer Frau ins nationale Parlament: 11 Frauen, Januar 1949

### Jemen
Vor der Vereinigung erhielten Frauen im damaligen Teil Demokratische Republik Jemen 1967, im Nordjemen 1970 das aktive und passive Wahlrecht. Bei der Vereinigung 1990 wurden die Rechte bestätigt. In den Wahlen seit 1990 machten Frauen mindestens ein Drittel der Wählerschaft aus, und ihr Anteil stieg bei den Parlamentswahlen von 2003 auf 42 % an. Jedoch nahm die Zahl von Kandidatinnen für die Parlamentssitze im selben Zeitraum ab. Auch sank die Zahl der Parlamentarierinnen von 11 Frauen im Parlament der ehemaligen Volksrepublik Jemen vor 1990 auf eine Frau im Parlament von 2003. Frauen wurden von den Parteien zwar als Wählerinnen umworben, waren aber in der aktiven Rolle als Kandidatinnen weniger willkommen.
Zwei Frauen wurden 2001 vom Präsidenten in die beratende Kammer Madschlis asch-Schura mit 111 Mitgliedern berufen.

### Jordanien
1974 erhielten Frauen das Stimmrecht auf nationaler Ebene. Auf lokaler Ebene erhielten Frauen das Wahlrecht 1982.
Passives Frauenwahlrecht: 1974
Erste Wahl einer Frau ins nationale Parlament: Toujan Faisal, Unterhaus, 29. November 1993. 1989 saß die erste Frau im jordanischen Parlament, war aber ernannt worden.

### Katar
1998 erhielten Frauen durch das Dekret Nummer 17 das Wahlrecht auf kommunaler Ebene. Frauen übten bei der Wahl vom 8. März 1999 ihr Stimmrecht erstmals aus (Wahlen zum Doha Municipal Council).
Das Frauenwahlrecht auf nationaler Ebene zur Beratenden Versammlung wurde 2003 eingeführt. 30 der 45 Mitglieder sollen gemäß Artikel 77 der Verfassung gewählt werden, die übrigen vom Präsidenten ernannt. Doch die ersten nationalen Wahlen wurden bis mindestens 2019 verschoben.
Passives Frauenwahlrecht: 1998 erhielten Frauen das passive kommunale Wahlrecht. Für die Wahl vom 8. März 1999 zum Stadtrat von Doha gab es zwar sechs Kandidatinnen, aber keine erlangte einen Sitz. 2003 wurde Sheika Yousef Hassan al-Jufairi die erste Frau, die in einem Golfstaat gewählt wurde, und zwar zu einem Mitglied des Stadtrats.
Eine andere Quelle gibt jedoch an, bis zu den fünften derartigen Wahlen 2015 seien Frauen dort nicht vertreten gewesen, 2015 seien dann zwei Frauen gewählt worden.

### Kuwait
Kuwait ist eine konstitutionelle Monarchie. Seit 1999 haben männliche Kuwaiter ein Wahlrecht. Im Mai 1999 erließ der Emir Dschabir al-Ahmad al-Dschabir as-Sabah ein Dekret, das Frauen das Wahlrecht garantierte, aber die Nationalversammlung verweigerte die Zustimmung, sodass das Dekret im November fallen gelassen wurde. Eine aktive Frauenbewegung baute auf die Einstellung des Emir und setzte sich für das Frauenwahlrecht ein; dabei handelte es sich nicht um Protestaktionen, sondern um Loyalitätsbekundungen für den Herrscher, der sich für das Frauenwahlrecht ausgesprochen hatte. Die technische Entwicklung schuf neue Möglichkeiten der Mobilisierung: Die Wirtschaftswissenschaftlerin Rola Dashti organisierte 2005 über das Handy Protestaktionen von Mädchen auf den Straßen, zu denen sie über das Handy aufrief.
Am 16. Mai 2005 erhielten Frauen durch einen Parlamentsbeschluss mit 35 zu 23 Stimmen das allgemeine aktive und passive nationale Wahlrecht. Als mehrdeutiges Zugeständnis an die Fundamentalisten wurde die Formulierung aufgenommen, dass Frauen während des Wahlkampfes und der Wahl die islamischen Gesetze einhalten mussten.
In der Wahl, die auf die Erteilung des Wahlrechts folgte, wurde keine einzige Kandidatin ins Parlament gewählt. Zwei Frauen wurden in die Regierung, die 16 Mitglieder hat, ernannt, und wurden dadurch im Parlament stimmberechtigt. 2005/2006 traten Gesetze in Kraft, die die Redefreiheit und die Freiheit der Medien, die Regierung zu kritisieren, einschränkten. 2009 wurden Dashti und zwei andere Frauen als erste ins Parlament gewählt. Dashti wurde 2012 Ministerin für staatliche Planungs- und Entwicklungsfragen.
In der aktuellen Regierung (Januar 2019) sind zwei der fünfzehn Mitglieder Frauen. Unter den fünfzig Parlamentsabgeordneten (nach der Wahl vom 26. November 2016) ist nur eine Frau (Januar 2019.)

### Libanon
Vor der Unabhängigkeit wurde unter der Verwaltung als französisches Schutzgebiet (Trust Territory) die Gleichheit aller Bürgerinnen und Bürger vor dem Gesetz in Artikel 7 der Verfassung vom 26. Mai 1926 proklamiert, Frauen wurden nicht gesondert erwähnt. 1926 wurde zwar ein aktives Frauenwahlrecht eingeführt, war aber an Bildungsvoraussetzungen gebunden.
1943 wurde das Land unabhängig. Ab 1952 bestand für alle Männer Wahlpflicht, während Frauen ab 21 Jahren mit elementarer Bildung ein Wahlrecht hatten. Zwischen 1952 und 1953 wurde das Wahlgesetz so umgestaltet, dass Frauen das allgemeine Wahlrecht erhielten. Frauen brauchen nach einer abweichenden Quelle allerdings für die Ausübung des Wahlrechts im Gegensatz zu Männern immer noch einen Bildungsnachweis (Stand 2007), während Männer völlig ohne Einschränkungen wählen können; außerdem besteht für Männer Wahlpflicht und für Frauen nicht.
Passives Frauenwahlrecht: 1952
Erste Wahl einer Frau ins nationale Parlament: 1963 wurde in einer Ersatzwahl für einen gestorbenen Abgeordneten einstimmig eine Frau ins Parlament gewählt. In einer regulären Wahl wurden Frauen erstmals 1992 Abgeordnete (drei Frauen).

### Libyen
Das aktive und passive Frauenwahlrecht wurden 1964 eingeführt.
Erste Wahl einer Frau ins nationale Parlament: Eine Frau, 1984.

### Marokko
1956 wurde das Land unabhängig.
Am 1. September 1959 wurde das Frauenwahlrecht sowohl für die kommunale als auch für die nationale Ebene garantiert. Am 18. Juni 1963 wurde es erstmals ausgeübt.
Passives Frauenwahlrecht: 1. September 1959
Erste Wahl einer Frau ins nationale Parlament: Zwei Frauen, Juni 1993

### Mauretanien
Entsprechend der Loi Lamine Guèye von 1946 hatten alle Bürgerinnen und Bürger bei Wahlen zum französischen Parlament und auch bei lokalen Wahlen ein Wahlrecht. Das passive Wahlrecht wurde in dem Gesetz nicht ausdrücklich erwähnt, war aber auch nicht ausgeschlossen. Bei den Wahlen zum Pariser Parlament gab es in Französisch-Westafrika, wozu Mauretanien gehörte, kein Zweiklassenwahlrecht wie in anderen französischen Kolonien, für alle örtlichen Wahlen jedoch schon.
Am 23. Juni 1956, noch unter französischer Verwaltung, wurde die loi-cadre Defferre eingeführt, die das allgemeine Wahlrecht bestätigte.
1960 wurde das Land unabhängig und am 20. Mai 1961 das aktive und passive Frauenwahlrecht in dem nun unabhängigen Staat eingeführt.
Passives Frauenwahlrecht: 1946; allgemeines: 1956; nach der Unabhängigkeit Bestätigung: 20. Mai 1961
Erste Wahl einer Frau ins nationale Parlament: Fatma Lalla Zeina Mint Sbaghou, 1996 (nach einer anderen Quelle: 1978)

### Oman
Seit 1994 hatten Frauen ein auf bestimmte Sitze in der Beratenden Versammlung beschränktes aktives und passives Wahlrecht. Gleiche Rechte für Frauen und Männer wurden in Artikel 17 der Verfassung von 1996 verankert. 2003 wurde das allgemeine aktive und passive Wahlrecht auf nationaler Ebene rechtzeitig für die Wahlen von 2003 gewährt.
Im Oktober 2003 wurden bei den ersten Parlamentswahlen, bei denen alle Omanis über 21 wählen durften, zwei Frauen ins Parlament gewählt. Davor hatte es Ernennungen von Frauen nach einer beschränkten Wahl gegeben:
1. Beratende Versammlung (Madschlis asch-Schura): Zwei Frauen, 1997. Beide wurden 1997 nach einer beschränkten Wahl ernannt: 50.000 Omanis, darunter zum ersten Mal Frauen, wählten eine Gruppe von Nominierten für die Beratende Versammlung. Der Sultan ernannte aus der Gruppe der so Gewählten 82 Delegierte. Bei der nächsten Wahl, die eine erweiterte Wählerschaft zuließ, wurden beide Frauen wiedergewählt.
2. Staatsversammlung (Madschlis ad-Dawla): Vier Frauen
2007 wurde keine Frau gewählt, 2012 nur eine.

### Saudi-Arabien
siehe auch
Kommunalwahlen in Saudi-Arabien 2015
Zwar garantierte ein Gesetz aus dem Jahr 1977 allen Bürgern das Wahlrecht, ohne besondere Beschränkungen für Frauen aufzuführen. Im Jahr 2000 unterzeichnete Saudi-Arabien einen internationalen Vertrag, in dem es sich verpflichtete sicherzustellen, dass Frauen bei allen Wahlen unter denselben Bedingungen wie Männer wählen dürfen. Das Wahlgesetz vom August 2004 garantierte ein allgemeines Wahlrecht ohne Einschränkungen. Jedoch durften nur Männer an den Teilkommunalwahlen von 2005 teilnehmen. Technische Gründe, wie etwa die Schwierigkeit, ein Wahllokal für Frauen einzurichten, wurden als Erklärung dafür herangezogen, warum Frauen nicht teilnahmen. Auf Basis eines Dekrets aus dem Jahr 2011 – erlassen während der Umwälzungen des Arabischen Frühlings – wurden schließlich auch Frauen in Saudi-Arabien im Dezember 2015 erstmals zu Kommunalwahlen zugelassen. Den Frauen war jedoch im Wahlkampf z. B. fremdfinanzierte Wahlwerbung verboten. Frauen und Männer mussten in unterschiedlichen Räumen wählen. Die Mehrzahl der saudischen Frauen besaß allerdings keinen Personalausweis: die Grundvoraussetzung, wählen gehen zu dürfen. Frauen erhielten bei dieser Wahl zwanzig der 2100 Mandate.

### Syrien
1946 wurde das Land unabhängig. 1949 fand ein Staatsstreich von Oberst Husni az-Za'im statt, bei dem Quwatli gestürzt wurde. Das neue Regime sah ein begrenztes Wahlrecht für Frauen mit einer gewissen Bildung als Teil einer Reihe von politischen und sozialen Reformen vor.
Am 10. September 1949 erhielten Frauen, die die sechste Klasse der Schule abgeschlossen hatten, das Wahlrecht. Es wurde später auf alle Frauen, die lesen und schreiben konnten, ausgeweitet, und 1953 wurden alle Bildungseinschränkungen aufgehoben, die das Wahlrecht von Frauen beschnitten hatten. Nach einem weiteren Staatsstreich im selben Jahr wurde das Wahlrecht wieder auf die Basis von 1949 zurück geschraubt. Erst 1973 erhielten Frauen das volle Wahlrecht zurück.
Passives Frauenwahlrecht: 1953.
Erste Wahl einer Frau ins nationale Parlament: Fünf Frauen, Mai 1973

### Tunesien
1956 wurde das Land unabhängig. Das Frauenwahlrecht wurde am 1. Juni 1959 eingeführt.
Auf der Basis einer Verordnung übten Frauen im Mai 1957 erstmals bei Stadtratswahlen das aktive und passive Wahlrecht aus. Seit dem 1. Juni 1959 dürfen Frauen auch auf nationaler Ebene ihre Stimme abgeben und gewählt werden.
Passives Frauenwahlrecht: 1. Juni 1959
Erste Wahl einer Frau ins nationale Parlament: Eine Frau, 8. November 1959

### Türkei

#### Entwicklung der Frauenrechte
siehe auch Frauenrechte in der Türkei
Zwischen 1908 und 1920 wurden eine Reihe von Frauenorganisationen gegründet. Manche davon griffen zu militanten Aktionen, etwa einem Sit-in, um die Telefongesellschaft zur Einstellung von Frauen zu bewegen. Die Jungtürken, zu denen auch Mustafa Kemal Atatürk gehörte, vertraten in Frauenfragen eine progressive Linie. Als sie an die Macht kamen, wurden unter anderem Maßnahmen zur Förderung der Bildung von Frauen ergriffen. Nach dem Zusammenbruch des Osmanischen Reiches wurden das lateinische Alphabet, der gregorianische Kalender und europäische Kleidung eingeführt. Frauen wurden aufgefordert, sich nicht mehr zu verschleiern. Gewährt oder mindestens zugesagt wurden Rechte in der Ehe, Erbrechte und das Ende von Vielehe und Harem. Atatürk setzte sich dafür ein, dass Frauen volle staatsbürgerliche Rechte erhielten und Zugang zu Arbeitsplätzen und der politischen Sphäre fanden.
1936 wurde ein Zivilgesetz nach dem Vorbild des Schweizer Kantons Neuchâtel eingeführt. Es löste die Scharia ab, schaffte die Vielehe ab und legte ein Mindestalter für die Eheschließung fest. Frauen und Männer erhielten gleiche Rechte in den Bereichen Scheidungsrecht, elterliches Sorgerecht und Erbrecht.

#### Frauenwahlrecht

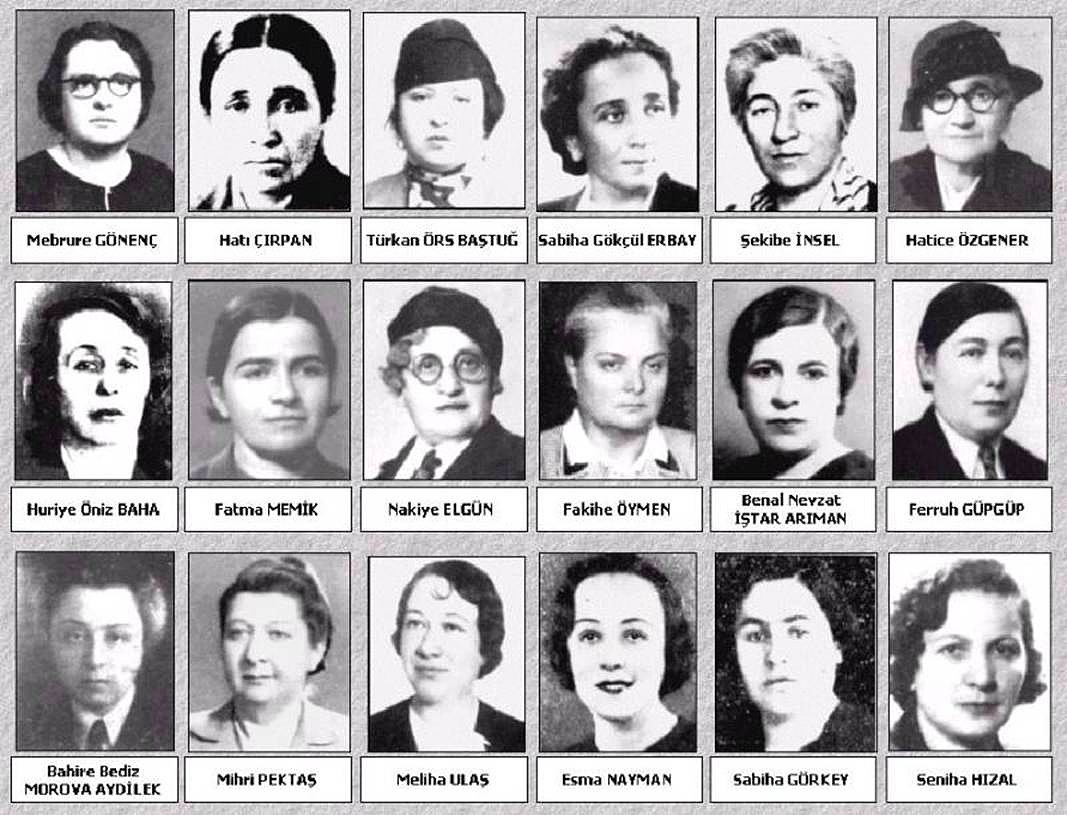
Erste weibliche Abgeordnete im türkischen Parlament, 1935.

Bis zur Einführung des Frauenwahlrechts mussten zahlreiche Hürden überwunden werden. In den 1930er Jahren wurde die Forderung von Frauen nach einer Mitgliedschaft in politischen Parteien abgelehnt. Als westliche Länder seine Herrschaft in die Nähe einer Diktatur rückten, sah Atatürk das Frauenwahlrecht als Schritt zur Demokratisierung an.
Auf lokaler Ebene erhielten Frauen am 3. April 1930 das aktive und passive Wahlrecht. Die nationalen Wahlen von 1934 waren die ersten auf nationaler Ebene, an denen Frauen teilnehmen durften.
Seit 1934 konnten Frauen in die Große Nationalversammlung gewählt werden. Martin nennt hierfür als Datum den 5. Dezember 1934.
1935 saßen erstmals Frauen im Parlament. Es war eine Gruppe von 18 (nach Martin: 17), von Atatürk handverlesenen Frauen. Dies entsprach 4,5 Prozent der Abgeordneten und war die höchste Zahl weiblicher Abgeordneter in Europa zur damaligen Zeit. Die Türkei war damals ein Einparteien-Staat, sodass es keinen Wettbewerb zwischen verschiedenen Parteien bei der Wahl gab. Doch die Einführung des Frauenwahlrechts hatte keine Ausweitung des politischen Engagements von Frauen zur Folge. Die weiblichen Abgeordneten beteiligten sich kaum an den Diskussionen.
Bald verbot jedoch die Regierung die erste Frauenpartei und drängte die Union der türkischen Frauen zur Auflösung. So gewährte der Nationalstaat einerseits den Frauen Rechte, andererseits schränkte er aber deren Ausübung ein, um so seine Macht zu behalten.
siehe auch: Politische Partizipation von Frauen in der Türkei

### Vereinigte Arabische Emirate
Die Vereinigten Arabischen Emirate haben für die Wahl der Hälfte der Mitglieder des Föderativen Nationalrats eine von der Verwaltung bestimmte, handverlesene Wählerschaft. 2006, bei den ersten Wahlen überhaupt, befanden sich nach Adams darunter 1163 Wählerinnen und 6595 Wähler. Dies wird, da die Bedingungen für Frauen und Männer gleich sind, hier als allgemeines aktives und passives Wahlrecht für Frauen gewertet.
2006 und 2011 wurde je eine Frau ins Parlament gewählt.